# 罗雅龄
罗雅龄（1964年—），广西马山人，瑶族，中华人民共和国政治人物、第十一届全国人民代表大会广西地区代表。
毕业于广西大学会计学专业。担任巴马瑶族自治县政协副主席、统计局局长。2008年起担任全国人大代表。